# Passiflora cuspidifolia
Passiflora cuspidifolia je biljna vrsta iz porodice Passifloraceae.

## Vanjske poveznice
|  | Zajednički poslužitelj ima stranicu o temi Passiflora cuspidifolia    |
|  | Zajednički poslužitelj ima još gradiva o temi Passiflora cuspidifolia |
|  | Wikivrste imaju podatke o taksonu Passiflora cuspidifolia             |